# 会談
| ウィキペディアには「会談」という見出しの百科事典記事はありません（タイトルに「会談」を含むページの一覧/「会談」で始まるページの一覧）。 代わりにウィクショナリーのページ「会談」が役に立つかもしれません。 |